# Papir Magdalen
El papir 64 o papir Magdalen és un manuscrit de papir que es troba entre els Papirs del Nou Testament.
Va ser adquirit a Luxor, Egipte, l'any 1901 pel reverend Charles Bousfield Huleatt (1863-1908), escrit en grec; es va identificar com a part de l'Evangeli segons Mateu (capítol 26:23 i 31) i es va presentar a Magdalen College, Oxford, on està catalogat com a papir grec Magdalen 17, d'on ve el seu nom. Els fragments van ser publicats per Colin H. Roberts el 1953. L'obra s'ha caracteritzat com a predecessora de l'anomenada escriptura uncial, que va començar a sorgir cap a les darreries del segle ii. La comparació paleogràfica data el manuscrit pels volts de l'any 200. El fragment està escrit per les dues bandes, prova concloent que provenia d'un còdex.
Un segon fragment anomenat papir de Barcelona 1 (P67), i publicat l'any 1956 per Ramon Roca i Puig, fou catalogat com a part del mateix còdex que el fragment de Magdalen, opinió que han mantingut els acadèmics.